# Bolívar (Monagas)
Bolívar is een gemeente in de Venezolaanse staat Monagas. De gemeente telt 52.700 inwoners. De hoofdplaats is Caripito.